# Kramfors
Kramfors este un oraș în Suedia.

## Demografie
| \| Evoluția demografică a zonei urbane Kramfors, 1970–2015 \| Evoluția demografică a zonei urbane Kramfors, 1970–2015 \| Evoluția demografică a zonei urbane Kramfors, 1970–2015 \| Evoluția demografică a zonei urbane Kramfors, 1970–2015 \| Evoluția demografică a zonei urbane Kramfors, 1970–2015 \| \| --------------------------------------------------------------------------------------- \| ------------------------------------------------------- \| ------------------------------------------------------- \| ------------------------------------------------------- \| ------------------------------------------------------- \| \| An \| \| \| Locuitori \| \| \| 1970 \| 1970 \| \| 7.267 \| 7.267 \| \| 1975 \| 1975 \| \| 7.719 \| 7.719 \| \| 1980 \| 1980 \| \| 7.642 \| 7.642 \| \| 1990 \| 1990 \| \| 6.909 \| 6.909 \| \| 1995 \| 1995 \| \| 6.923 \| 6.923 \| \| 2000 \| 2000 \| \| 6.361 \| 6.361 \| \| 2005 \| 2005 \| \| 6.235 \| 6.235 \| \| 2010 \| 2010 \| \| 5.990 \| 5.990 \| \| 2015 \| 2015 \| \| 6.582 \| 6.582 \| \| Sursa: SCB - Statistika Centralbyrån, Folkmängden per tätort. Vart femte år 1960 - 2016 \| \| \| \| \| |      |  |           |       |
| Evoluția demografică a zonei urbane Kramfors, 1970–2015 |      |  |           |       |
| An |      |  | Locuitori |       |
| 1970 | 1970 |  | 7.267     | 7.267 |
| 1975 | 1975 |  | 7.719     | 7.719 |
| 1980 | 1980 |  | 7.642     | 7.642 |
| 1990 | 1990 |  | 6.909     | 6.909 |
| 1995 | 1995 |  | 6.923     | 6.923 |
| 2000 | 2000 |  | 6.361     | 6.361 |
| 2005 | 2005 |  | 6.235     | 6.235 |
| 2010 | 2010 |  | 5.990     | 5.990 |
| 2015 | 2015 |  | 6.582     | 6.582 |
| Sursa: SCB - Statistika Centralbyrån, Folkmängden per tätort. Vart femte år 1960 - 2016 |      |  |           |       |